# Boda (Värmdö)
Boda is een plaats in de gemeente Värmdö in het landschap Uppland en de provincie Stockholms län in Zweden. Boda is opgedeeld in twee småorter: Boda en Boda (zuidelijk deel) (Zweeds: Boda (södra delen)}. Het småort Boda (zuidelijk deel) beslaat het zuidelijk deel van de plaats en Boda beslaat de rest. Het småort Boda heeft 87 inwoners (2005) en een oppervlakte van 18 hectare. Boda (zuidelijk deel) heeft 53 inwoners (2005) en een oppervlakte van 18 hectare. De plaats grenst aan de Oostzee, wordt omringd door bos en rotsen en ligt op het eiland Värmdö.